# John Bates Clark
John Bates Clark (26. ledna 1847 – 21. března 1938) byl americký neoklasický ekonom. Stal se jedním z průkopníků marginalistické revoluce v ekonomii a oponentem institucionální ekonomie. Jde o autora agregované verze neoklasické teorie mezní produktivity. Tato teorie je dodnes základem učebnicového výkladu determinace mezd a úroku v neoklasické mikroekonomii.
Většinu své kariéry strávil vyučováním na Kolumbijské univerzitě.
Byl jedním ze zakladatelů Americké ekonomické asociace, která od roku 1947 na jeho počest uděluje cenu významným americkým ekonomům - John Bates Clark Medal.

## Dílo
- The Philosophy of Wealth (Filozofie bohatství, 1886)
- The Distribution of Wealth (Rozdělování bohatství, 1899, 1902)